# Rich Duwelius
Richard Lloyd "Rich" Duwelius, född 23 november 1954 i Benton i Kentucky, är en amerikansk före detta volleybollspelare.
Duwelius blev olympisk guldmedaljör i volleyboll vid sommarspelen 1984 i Los Angeles.